# 神市
神市又名倍达国，神市国是朝鲜半岛传说中的古国家，由天帝桓因之子桓雄创立。
根据《三国遗事》和《帝王韵纪》的记载，天帝桓因的儿子桓雄想下凡与人类一起生活。得到桓因的同意后，桓雄率领3,000人降临到太白山（今妙香山)，在神檀樹建立了“神市”。除了带来风伯、雨师、云师外，桓雄还制定了相关的法律、法则，并教给人类各种各样的艺术、医学和农业技术。
据说，当时山洞中的一頭虎和一隻熊，求桓雄把他们变成为人。桓雄给了他们20片蒜和一把艾草，并告诉它们吃完之后百日之内不能见阳光。虎没能照办，因此没能变成人。熊在第21日时变成了女人。“熊女”因没有丈夫，于是在一棵神檀树下再次向桓雄天王祈祷，希望能有一个孩子。桓雄被熊女的祈祷打动，娶了熊女为妻。后来熊女生了个孩子，就是檀君王俭。
檀君降生于太白山（今妙香山）顶，据说檀君於公元前2333年，在阿斯达建立檀君朝鲜。
北京大学东北亚研究所所长、世界史研究所所长、原北大历史系副系主任，历史学家宋成有教授曾介绍，“韩国历史学家强调国史，认为韩国的历史有5,000多年，可以追溯到古朝鲜的建国神话。”神话中，天神桓雄从天上下凡到太白山山顶的神坛树下，创立了一个神祇世界。而他与熊女所生的儿子檀君，则在人间创建了古朝鲜，成了朝鲜的始祖王。
1910年日本入侵朝鲜半岛后，韩国一些历史学家流亡来到中国，为反抗侵略，唤起民族主义，这些历史学家从历史中汲取力量，强调韩国的独立性，后来演变为韩国史学界中的民族史学流派。1948年大韩民国成立后，民族史学成为韩国讲坛史学的三大流派之一。而被称为在野史学的非学者民间人士，喜欢将神话故事、民间传说和评书演义与真实的历史混为一谈，在社会上也有较大的鼓动力量。

## 神市国君主列表
| 桓雄： | 在位時間：        | 在位年數： | 年齡： | 備註：                       |
| ------ | ----------------- | ---------- | ------ | ---------------------------- |
| 居發桓 | 前3898年-前3804年 | 94年       | 120歲  |                              |
| 居佛理 | 前3804年-前3718年 | 86年       | 102歲  |                              |
| 右耶古 | 前3718年-前3619年 | 99年       | 135歲  |                              |
| 慕士羅 | 前3619年-前3512年 | 107年      | 129歲  |                              |
| 太虞儀 | 前3512年-前3419年 | 93年       | 115歲  | 第12子是為中國神話中之伏羲氏 |
| 多儀發 | 前3419年-前3321年 | 98年       | 110歲  |                              |
| 居連   | 前3321年-前3240年 | 81年       | 140歲  |                              |
| 安夫連 | 前3240年-前3167年 | 73年       | 94歲   |                              |
| 養雲   | 前3167年-前3071年 | 93年       | 139歲  |                              |
| 葛古   | 前3071年-前2971年 | 100年      | 125歲  |                              |
| 居耶發 | 前2971年-前2897年 | 92年       | 149歲  |                              |
| 州武愼 | 前2897年-前2774年 | 105年      | 123歲  |                              |
| 斯瓦羅 | 前2774年-前2807年 | 67年       | 100歲  |                              |
| 慈烏支 | 前2707年-前2598年 | 109年      | 151年  | 又稱蚩尤                     |
| 蚩額特 | 前2598年-前2509年 | 89年       | 118歲  |                              |
| 祝多利 | 前2509年-前2453年 | 56年       | 99歲   |                              |
| 赫多世 | 前2453年-前2381年 | 72年       | 97歲   |                              |
| 居弗檀 | 前2381年-前2333年 | 48年       | 82歲   | 又稱桓雄                     |

## 神市的天符印
天符印 (천부인) 包括：
- 多鈕粗文鏡 (다뉴조문경) : 約屬朝鲜半岛青铜器时代。於忠清南道牙山市出土，藏於首爾韩国国立中央博物馆。
- 琵琶形銅劍 (비파형동검) : 約屬青铜器时代。忠清南道扶餘郡出土，藏於韩国战争纪念馆。
- 八頭鈴 (팔두령) : 全羅南道和順郡出土，藏於光州市国立光州博物館。為國寶指定第143號。

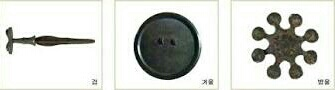
天符印之劍、鏡與鈴的外型圖

《古记云》: 昔有桓因 (帝释) ，庶子桓雄，数意天下，贪求人
世。父知子意，下视三危太伯，可以弘益人间，乃授天符印三个，遣往理之。雄率徒三千降于太白山顶（今妙香山）神檀树下，谓之神市，是谓桓雄天王也。将风伯、雨师、云师，而主谷、主命、主病、主刑、主善恶，凡主人间三百六十余事，在世理化。-《三国遗事》〈纪异古朝鲜〉